# Der 7. Dezember
Der 7. Dezember (OT: December 7th) ist ein US-amerikanischer Dokumentar-Kurzfilm von John Ford und Gregg Toland aus dem Jahr 1943. Der Propagandafilm wurde von der United States Navy produziert und behandelt den Angriff auf Pearl Harbor am 7. Dezember 1941, der zum Eintritt der Vereinigten Staaten in den Zweiten Weltkrieg führte.

## Handlung
Der Film beginnt mit einem chronologischen Abriss des 7. Dezembers. Als erstes sieht man die Stadt Honolulu am Morgen, wie sie gerade zum Leben erwacht. Ein junger Soldat soll einige wichtige Informationen zu seinen Vorgesetzten bringen. Einige weitere Seeleute spielen Baseball oder gehen zur Kirche.
Dann, wie „Heuschrecken“, fliegen japanische Flugzeuge über Oʻahu und greifen US-amerikanische Stützpunkte auf der Insel an. Sie versenken die Arizona und zerstören die Joint Base Pearl Harbor-Hickam, während japanische Diplomaten in Washington noch mit dem Außenminister der Vereinigten Staaten verhandeln.
In einer animierten Sequenz wird ein Funkturm gezeigt, der eine fiktive Rede des japanischen Premierminister Hideki Tojo ausstrahlt. Der Sprecher widerspricht den Aussagen, die an die Bevölkerung von Tokio, Kobe und Okure gesendet werden. Nach dem Angriff erkennt man Honolulu nicht wieder. Die Insel wird in den Ausnahmezustand versetzt. Es werden Barrieren mit Stacheldraht und Sandsäcken errichtet. Selbst die Kinder müssen Gasmasken tragen.

## Schnittversionen
Tatsächlich war der Film ursprünglich 82 Minuten lang und stellte einige unangenehme Fragen, die der US-amerikanischen Kriegszensur zum Opfer fielen. Zudem wurden einige Passagen gekürzt, aber nicht gänzlich gestrichen, die Sympathie für die japanischstämmigen Einwohner Hawaiis wecken sollten. Der Film wurde schließlich auf 32 Minuten zusammengestrichen und gewann in dieser Fassung 1944 den Oscar als Bester Dokumentar-Kurzfilm. Die Langfassung wurde erstmals 2011 auf dem Pay-TV-Sender Spiegel Geschichte mit einem Vorwort von Michael Kloft und Andreas Klib zum 70. Jahrestag des Angriffs auf Pearl Harbor ausgestrahlt.